# Чижиков, Виктор Александрович
Ви́ктор Алекса́ндрович Чи́жиков (26 сентября 1935, Москва — 20 июля 2020, там же) — советский и российский художник-карикатурист, автор образа медвежонка Миши, талисмана летних Олимпийских игр 1980 года в Москве. Народный художник Российской Федерации (2016).

## Биография
Родился 26 сентября 1935 года в Москве в семье служащих. В 6 лет переехал из Москвы, во время эвакуации, в село Крестово-Городище и учился в сельской школе три года (с августа 1941-го – по апрель 1944-го). В 1953 году окончил московскую среднюю школу № 103. В 1952 году начал работать в газете «Жилищный работник», где получил первый опыт работы карикатуриста. В 1953—1958 годах учился в Московском полиграфическом институте на художественном отделении. Известно, что его лучшим другом был Николай Борисов.
С 1955 года работал в журнале «Крокодил», с 1956 года — в журнале «Весёлые картинки», с 1958 года — в журнале «Мурзилка», с 1959 года — в журнале «Вокруг света». Также работал в «Вечерней Москве», «Пионерской правде», «Юном натуралисте», «Молодой гвардии», «Огоньке», «Пионере», «Неделе» и других периодических изданиях.
С 1960 года иллюстрировал книги в издательствах «Малыш», «Детская литература», «Художественная литература» и других.
Являлся членом Союза журналистов РСФСР (1960—2020), членом Союза художников РСФСР (1968—2020), членом редколлегии журнала «Мурзилка» (1965—2020). Был председателем жюри конкурса детского рисунка «Тик-так», проводимого телекомпанией «Мир» (1994—2020), а также председателем Совета по детской книге России (2009—2020).
Работы художника находятся в собрании Государственного музея изобразительных искусств имени А. С. Пушкина.

### Болезнь, последние годы жизни и смерть
Многие годы страдал дальтонизмом, но, несмотря на это, создал талисман Олимпиады-1980 в Москве — Олимпийского Мишку.
Скончался 20 июля 2020 года в Москве. Похоронен 23 июля на Востряковском кладбище.

## Личная жизнь
Виктор Чижиков был женат:
- Вдова — Зинаида Чижикова (в браке 1964—2020). Имел единственного сына Александра, скончавшегося в возрасте 44 лет.

## Авторские права на талисман Олимпийских игр в Москве
В 2010 году судился с телекомпанией НТВ по вопросу обладания авторскими правами на олимпийского медвежонка Мишу.
Суды пришли к выводу, что Чижиков разработал двумерный эскиз олимпийского медвежонка. На основании эскиза Чижикова разработаны варианты трактовки талисмана Олимпиады-1980: контурный, силуэтный (художник В. Ступин), по видам спорта (художник Е. Мигунов); а также его решение в объёме (художник В. Ропов). В связи с тем, что «объёмный» медвежонок имеет объёмный ремень с олимпийскими кольцами, доработанный дизайн в связи с объёмностью, изображение медвежонка со спины, суды посчитали, что данное произведение, созданное путём переработки произведения истца, носит самостоятельный характер. В силу статьи 492 ГК РСФСР 1964 года, применявшегося в 1980 году, авторскими правами на данное произведение обладает лицо, осуществившее его переработку.
Решением Пресненского районного суда Москвы, оставленным без изменения определением судебной коллегии по гражданским делам Московского городского суда, в удовлетворении заявленных требований отказано.

## Книги с иллюстрациями Чижикова по годам
1. Драгунский В. Тайна детской коляски. — М.: Малыш, 1960.
2. Коркин В. Снегопад. — М.: Малыш, 1960.
3. Мошковская Э. Шла дорогой крынка. — М.: Детский мир, 1962.
4. Погореловский С. Необыкновенный пожар. — М.: Детский мир, 1962.
5. 99 улыбок. — М.: Правда, 1962.
6. Баруздин С. Мальчишки. — М.: Правда, 1963.
7. Руденко С. Пирог с изюминкой. — М.: Издательство Известий, 1964.
8. Чижиков В. Картинки-загадки для вас, ребятки. — М.: Малыш, 1964.
9. Чижиков В. Про девочку Машу и куклу Наташу. — М.: Молодая гвардия, 1965.
10. Самарин В. Приключения Ш.Пиона. — М.: Советская Россия 1964.
11. Прокофьева С. Сказка о ленивой девочке Маше. — М.: Малыш, 1965.
12. Эдель М. В. Пригласительный билет. — М.: Правда, 1965. — (Библиотека «Крокодила»; № 35).
13. Гераскина Л. Б. В стране невыученных уроков (Волшебное происшествие). — М.: Советская Россия, 1966 (и др.).
14. Ладонщиков Г. Кто кого подвёл? — М.: Малыш, 1966.
15. Погорельская В., Симоняк Р. Учитель рассказал нам. — М.: Просвещение, 1967.
16. Михалков С. Разные разности. — М.: Правда, 1968.
17. Воищев Ю., Иванов А. Крах Мишки Мухоркина (ч/б рис.). — М.: Советская Россия, 1968.
18. Воронель Н. Переполох. — М.: Малыш, 1968.
19. Мезинов Л. А. Кукла Фёкла. — М.: Малыш, 1968.
20. Пермяк Е. Хитрый коврик. — М.: Малыш, 1968.
21. Токмакова И. Аля, Кляксич и буква «А». Повесть-сказка. — М.: Детская литература, 1968 (и др.).
22. Драгунский В. Двадцать лет под кроватью. — М.: Детская литература, 1969 (и др.).
23. Пляцковский М. Я на облаке летал. — М.: Советская Россия 1969 (и др.).
24. Цыферов Г. Сказки. — М.: Малыш, 1969 (Сказки старинного города, 1995).
25. Ладонщиков Г. Чудо-караван. — М.: Малыш, 1969.
26. Добровенский Р. За скрипичным ключом. — М.: Советская Россия, 1970.
27. Заходер Б. Волчья песня. — М.: Малыш, 1970.
28. Кушак Ю. Муравьиный фонарщик. — Минск, 1970.
29. Яхнин Л. Площадь Картонных Часов. — М.: Малыш, 1971 (и др.).
30. Андерсен Г.-Х. Огниво. — М.: Малыш, 1972 (и др.).
31. Чуковский К. 25 загадок, 25 отгадок. — М.: Детская литература 1972 (Загадки, 1974 и др.).
32. Михалков С. Стихи друзей. — М.: Малыш, 1973.
33. Ладонщиков Г. Между сосен и берез. — М.: Малыш, 1973, 1975.
34. Фарджон Э. Хочу луну! / Пересказ с англ. Н. Шерешевской. — М.: Детская литература, 1973.
35. Гайдаенко И. Якорная хирургия. — М.: Правда, 1974. — (Библиотека «Крокодила»; № 9).
36. Кузьмин Л. Звездочёты. — М.: Детская литература, 1974.
37. Чуковский К. Загадки. — М.: Детская литература, 1974.
38. Мастера советской карикатуры. В. А. Чижиков. — М.: Советский художник, 1975.
39. Михалков С. Лесная академия. — М.: Малыш, 1975.
40. Чуковский К. И. Доктор Айболит (по Гью Лофтингу). — М.: Малыш, 1976 (и др.).
41. Михалков С. Чудо. — М.: Малыш, 1977.
42. Биссет Д. Забытый день рождения. — М.: Детская литература, 1977 (и др.).
43. Барто А. Было у бабушки сорок внучат. — М.: Малыш, 1978 (и др.).
44. Волшебные краски. Сборник / Ил. В. Чижикова и др. — М.: Московский рабочий. 1978 (и др.).
45. Любимцева Ю. Как лучше: Буклет с рисунками В. Чижикова. — М.: Малыш, 1978.
46. Крылов И. А. Басни. — М.: Художественная литература, 1979—1983.
47. Кузьмин Л. Добрый день. — М.: Детская литература 1979 (и др.).
48. Успенский Э. Вниз по волшебной реке. — М.: Детская литература, 1979 (и др.).
49. Барто А. Игрушки. — М.: Малыш, 1980.
50. Родари Дж. Приключения Чиполлино — М.: Малыш, 1982 (и др.).
51. Босев А. Поиграем — угадаем / Пер. с болг. — М.: Малыш, 1983.
52. Зелёная Р., Иванов С. Сундучок. Книжка-игрушка. — М.: Малыш, 1983 (и др.).
53. Волков А. М. Волшебник Изумрудного города. — М.: Детская литература, 1984 (и др.).
54. Дружков Ю. Волшебная школа (Приключения Карандаша и Самоделкина). — М.: Малыш, 1984 (и др.).
55. Маршак С. Я. Про всё на свете. — М.: Малыш, 1984.
56. Барто А. Л. Медвежонок-невежа. — М.: Малыш, 1985 (и др.).
57. Успенский Э. Вера и Анфиса знакомятся. — М.: Малыш, 1985.
58. Успенский Э. Вера и Анфиса в поликлинике. — М.: Малыш, 1985 (и др.).
59. Успенский Э. Н., Чижиков В. А. Вера и Анфиса в детском саду. — М. Малыш 1986 (и др.).
60. Заходер Б. Русачок / Чёрно-серые рисунки В. Чижикова. — М.: Детская литература, 1986 (и др.).
61. Милн А., Заходер Б. Винни-Пух и все-все-все. — М.: Малыш, 1986 (и др.).
62. Чижиков В. Годные негодники. — М.: Детская литература, 1987.
63. Носов Н. Н. Витя Малеев в школе и дома. — М.: Детская литература, 1986 (и др.).
64. Успенский Э. Колобок идёт по следу. — М.: Детская литература, 1987.
65. Чижиков В. А. Про девочку Машу и куклу Наташу. — М.: Малыш, 1987.
66. Александрова З. Мой мишка. — М.: Малыш, 1988.
67. Михалков С. В. Сказки (Праздник непослушания. Похождения рубля. Зайка-зазнайка. Трусохвостик. Упрямый козлёнок. Как медведь трубку нашёл. Три поросёнка. Одноглазый дрозд. Сон с продолжением). — М.: Детская литература, 1988.
68. Геворкян Г. X., Семенов В. Н. Бейсик — это просто. — М.: Радио и связь, 1989.
69. Успенский Э. Меховой интернат (Девочка-учительница). — М.: Детская литература, 1989 (и др.).
70. Мужик и медведь: Русская народная сказка в пересказе А. Н. Толстого. — М.: Малыш, 1991.
71. Успенский Э. Дядя Фёдор, пёс и кот. — М.: Детская литература, 1992 (и др.).
72. Чижиков В. Петя и Потап. — М.: Ангстрем, 1992.
73. Искандер Ф. Детство Чика. — М.: Детская литература, 1993.
74. Михалков С. Азбука. — М.: Малыш, 1994.
75. Успенский Э. Тётя Дяди Фёдора, или Побег из Простоквашино. — М.: Самовар, 1994.
76. Барто А. Л. Идёт бычок, качается. — М.: Самовар, 1995.
77. Коваль Ю. Приключения Васи Куролесова. — М.: Самовар, 1995 (и др.).
78. Чижиков В. — Наше вам с кисточкой (Шарик и Васька против Мышиного короля, и др.). — М.: Самовар, 1996.
79. Коваль Ю. Куролесов и Матрос подключаются. — М.: Самовар, 2000 (и др.).
80. Мезинов Л. Про слона. Стихи. — М.: Планета детства, 2000.
81. Усачёв А. Азбука Бабы-Яги — М.: Планета детства, 2000.
82. Токмакова И. Аля, Кляксич и Вреднюга. Повесть-сказка. — М.: Дрофа, 2004.
83. Усачёв А. 333 кота (стихи). — М.: Эгмонт Россия Лтд., 2005.
84. Барто А., Александрова З., Михалков С. — Игрушки. — М.: Планета детства, 2006.
85. Гераскина Л. В стране невыученных уроков 2, или возвращение в страну невыученных уроков. — М.: Мир искателя, 2008.
86. Гераскина Л. В стране невыученных уроков 3. — М.: Мир искателя, 2008.
87. Колкотин Е. А. Необыкновенные приключения разумного медвежонка Прошки: В 3-х кн. — М.: Беловодье, 2010.
88. Усачев А. Котография на память. — М.: Время, 2009.
89. Усачёв А. Планета кошек. — М.: Время, 2010.
90. Усачев А. Город смеха. — СПб.: Азбука-классика, 2011.
91. Усачев А. Полное собрание котов. — М.: Махаон, 2012.
92. Антонова И. Мурзилка и Баба-Яга. — СПб: Азбука, 2012.
93. Кэрролл Л. Алиса в Стране чудес. — М.: Лабиринт, 2012.
94. Токмакова И. Аля, Кляксич и Вреднюга. — М.: Лабиринт, 2014.

Также издания с названиями: Подарок самым маленьким. Твои друзья от А до Я. Большая книга сказок, стихов и песен (Три поросёнка и прочее). Большинство книг отпечатано с цветными рисунками и неоднократно переиздавались. Некоторые на иностранных языках (английский, французский и другие).
Впервые в истории отечественной детской книги вышли три собрания книг художника:
- 20 томов «В гостях у В. Чижикова» в издательстве «Самовар», 1995;
- 9 томов «Мишкины книжки». — М.: ЭКСМО, 1998;
- 12 томов «Рисует Виктор Чижиков». — М.: Дрофа, 2003.

## Фильмография
- 1977 — Бравый инспектор Мамочкин — художник-постановщик (совместно с С. Гвиниашвили).

## Награды и звания
- Орден «Знак Почёта» (14 ноября 1980 года) — за большую работу по подготовке и проведению Игр XXII Олимпиады[8].
- Народный художник Российской Федерации (14 мая 2016 года) — за большие заслуги в развитии отечественной культуры и искусства, средств массовой информации и многолетнюю плодотворную деятельность[9].
- Заслуженный художник РСФСР (14 сентября 1981 года) — за заслуги в области советского изобразительного искусства[10]

- Диплом I Всероссийской выставки детской книги и книжной графики, (1965).
- Диплом III степени Всесоюзного конкурса «Искусство книги» за иллюстрации к книге Л. Гераскиной «В стране невыученных уроков», изд-во «Советская Россия» (1966).
- Диплом I степени Всероссийского и II степени Всесоюзного конкурсов «Искусство книги» за иллюстрации к книге Г. Цыферова «Сказки», изд-во «Малыш», 1969. Премия журнала «Крокодил» за лучший рисунок года (1970).
- Диплом II степени Всесоюзного конкурса «Искусство книги» за иллюстрации к книге Л. Яхнина «Площадь картонных часов», изд-во «Малыш» (1971). Диплом II Всероссийской выставки детской книги и книжной графики (1971).
- Диплом I степени отчётной выставки Союза журналистов СССР (1975).
- Диплом Международной выставки карикатуры в Скопле (Югославия).
- Диплом и памятная медаль Международной выставки карикатуры в Габрово (1977).
- Диплом I степени Всероссийского и II степени Всесоюзного конкурсов «Искусство книги» за иллюстрации к книге К. Чуковского «Доктор Айболит». — М.: Малыш, 1977.
- Диплом Академии художеств СССР, Бронзовая медаль, приз чехословацкого журнала «Рогач» за рисунок «Быть или не быть?» на Международной выставке «Сатира в борьбе за мир», Москва, 1977 год. Первая премия на книжной выставке Объединённого комитета художников-графиков, Москва (1977).
- Диплом II степени Всероссийского и Всесоюзного конкурсов «Искусство книги» за иллюстрации к книге Д.Биссета «Забытый день рождения», изд-во «Детская литература» (1978).
- Орден «Золотое детское солнце» немецкого журнала «Бумми» (1979).
- Почётный диплом имени Х. К. Андерсена (1980).
- Почётный Знак Олимпийского комитета и Диплом Академии художеств СССР за создание образа талисмана Московских олимпийских игр — медвежонка Миши (1980).
- Почётный диплом Совета по детской книге России (1997).
- Лауреат Всероссийского конкурса «Искусство книги» (1989, 1990, 1993, 1996, 1997).
- Второй приз и медаль на Международном конкурсе карикатуры «Ура! Культура», Москва, (1990).
- Диплом I степени Всероссийского конкурса «Искусство книги» за иллюстрации к книге В. Чижикова «Петя и Потап», изд-во «Ангстрем» (1993).
- Диплом II Всероссийского конкурса «Искусство книги» за иллюстрации к книге Э. Успенского «Дядя Фёдор, пёс и кот», изд-во «Зебра» (1993).
- Лауреат конкурса читательских симпатий «Золотой ключик» (1996).
- Лауреат ежегодной профессиональной премии за наивысшие достижения в жанре сатиры и юмора «Золотой Остап» (1997).
- Почётный диплом Совета по детской книге России (1997).
- Премия им. Л. Н. Толстого, Москва (2002).
- Премия «Золотой Циклоп» в номинации «Детский журнал» — обложка года, Москва, журнал «Мурзилка» (2003).
- Серебряная медаль Российской Академии художеств за серию шаржей «Лица друзей», Москва (2003).
- Лауреат конкурса «Книга года» в номинации «Вместе с книгой мы растем» XVIII Московской Международной книжной выставки-ярмарки (2005).
- Благодарность Министерства культуры и массовых коммуникаций России (2007).
- Памятная Золотая Медаль Сергея Михалкова (2010)[11].

## Выставки
- Выставка «Молодые художники Москвы» (1958).
- Выставка «Молодые художники Москвы» (1959).
- Выставка «5 лет журналу „Весёлые картинки“» (1961).
- Выставка «40 лет „Крокодилу“» (1962).
- Выставка «40 лет „Мурзилке“» (1964).
- Первая Всероссийская выставка детской книги и книжной графики (1965).
- Вторая Всероссийская выставка детской книги и книжной графики (1971).
- Выставка «50 лет „Крокодилу“» (1972).
- XI выставка книжной графики художников Москвы (1973).
- Международная выставка карикатуры в Скопле (Югославия; 1973).
- Биеннале детской книги и иллюстрации в Братиславе (Чехословакия; 1973).
- Всесоюзная выставка «Художники — XXV съезду партии» (1973).
- Выставка «50 лет „Мурзилке“» (1974).
- Международная выставка карикатуры в Скопле (Югославия; 1974).
- Выставка «Советские иллюстраторы сказок» (Берлин; 1974).
- Международные выставки карикатуры и сатирической пластики в Габрово (Болгария; 1975, 1977).
- Отчётная выставка Союза журналистов СССР (1974).
- Международная выставка детской книги и книжной графики в Болонье (Италия; 1976).
- Международная выставка сатиры в Афинах «Годовщина свержения фашистского режима» (Греция; 1976).
- Групповая выставка художников В. Лосина, Е. Монина, В. Перцова, В. Чижикова (Москва, ЦДЛ; 1976).
- Международная выставка «Сатира в борьбе за мир» (Москва, Академия художеств СССР) (1977).
- Книжная выставка Объединённого комитета художников-графиков, посвящённая 60-летию Советской власти (Москва; 1977).
- Выставка иллюстраций на Международной книжной ярмарке (Москва; 1977).
- Всесоюзная выставка художников книги (Москва; 1977).
- Групповая выставка художников В. Лосина, Е. Монина, В. Перцова, В. Чижикова (Москва, ул. Вавилова; 1984).
- Выставка работ, представленных на Государственную премию СССР (Москва, Манеж; 1987).
- Групповая выставка художников российской детской книги В. Ватагина, А. Л. Сошкина, В. Чижикова и других. (Вашингтон, Нью-Йорк; 1988).
- Выставка «70 лет МОСХа» (Москва, Манеж; 2003).
- 20-я книжная выставка (Москва, ЦДХ; 2003).
- Международная книжная ярмарка детской книги в Болонье.
- Выставка «Иллюстрация детской книги» в ГМИИ им. А. С. Пушкина (2007).
- Выставка «Иллюстрации к детской книге», Московская городская Дума (2008).
- Выставка «75 лет МОСХа» (Москва, Манеж; 2008).
- Выставка карикатуры «С юмором по жизни» (Москва; апрель 2008).
- Выставка «Чижиковы» в Государственном историко-архитектурном и художественном музее-заповеднике в Переславле-Залесском (2010).

## Персональные выставки
- Выставка в кинотеатре «Фитиль» (Москва; 1967).
- Выставка «Шаржи В. Чижикова» в Объединённом комитете художников-графиков (1977).
- Выставка «Шаржи В. Чижикова» в Доме журналистов СССР (1977).
- Выставка в Доме учёных (Дубна; 1986).
- Выставка В. Чижикова в Государственном музее г. Кострома (1991).
- Выставка иллюстраций в муниципальной библиотеке г. Льеж (Бельгия; 1993, 1994).
- Выставка «В. Чижиков. Книжная графика» в Российской государственной детской библиотеке (Москва; 1995, 2000).
- Выставка В. Чижикова «70 лет» в Российской государственной детской библиотеке (Москва; 2005).
- Выставка В. Чижикова «День кота» в Доме детского творчества (Барвиха; 2006).
- Выставка В. Чижикова в Костромском государственном историко-архитектурном и художественном музее-заповеднике (2006).
- Выставка «Иллюстрации В. Чижикова к книге „333 кота“» (2007).
- «Виктор Чижиков. Книжная иллюстрация» (2015)